# Роберт Діґбі (британський морський офіцер)
Адмірал Роберт Діґбі (20 грудня 1732 — 25 лютого 1815) — офіцер Британського Королівського флоту, який також недовго обіймав посаду члена парламенту. На його честь названо Діґбі, Нова Шотландія, а також однойменний округ.

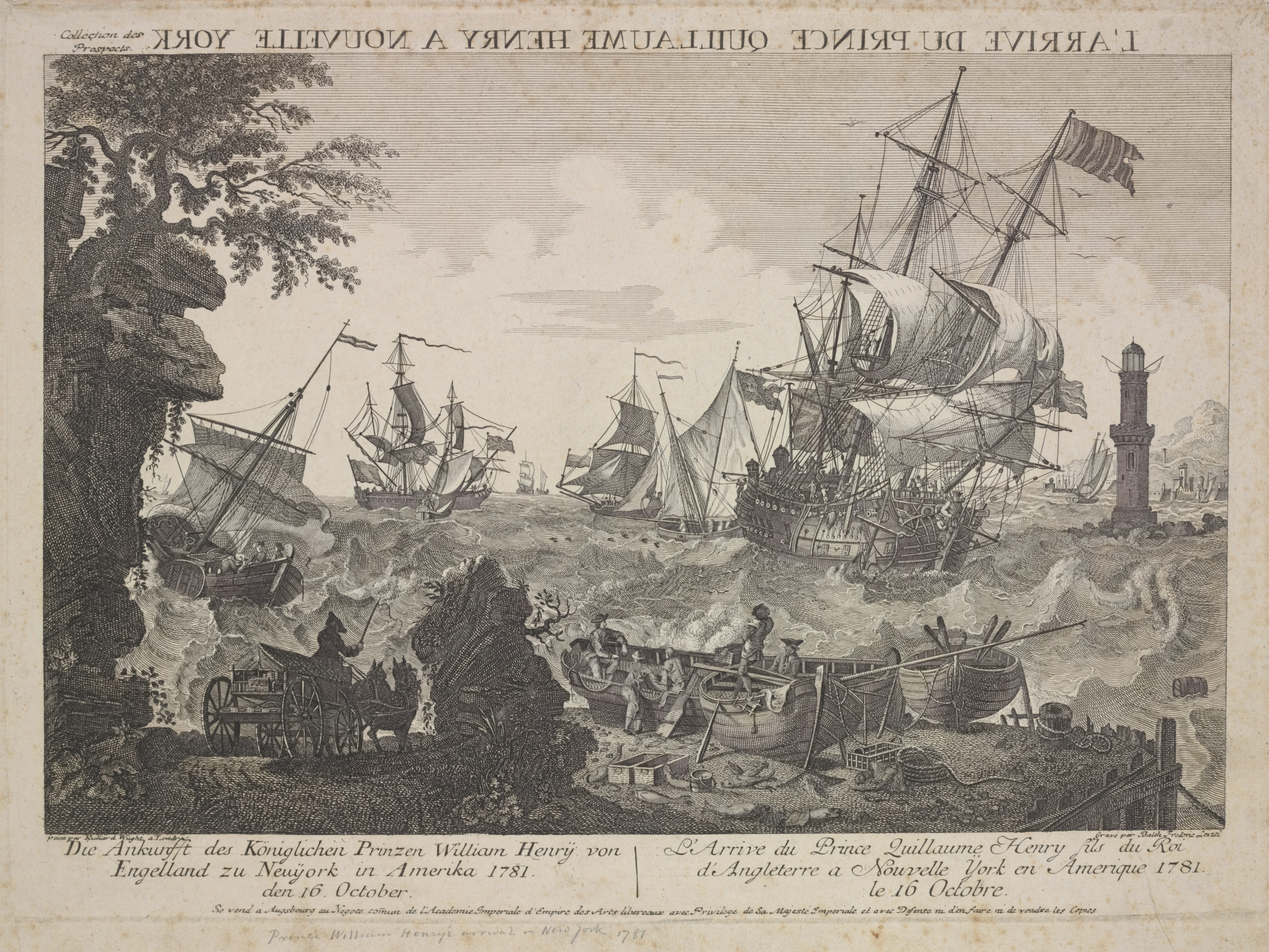
Принц Джордж, флагманський корабель під командуванням Діґбі, прибув до Нью-Йорка 16 жовтня 1781 року, з 17-річним принцом Вільямом Генрі в складі екіпажу.

## Кар'єра на флоті
Діґбі був третім сином Шарлотти Фокс і шановного Едварда Діґбі (1693–1746), старшого сина Вільяма Діґбі, 5-го барона Діґбі. Він вступив на флот у віці дванадцяти чи тринадцяти років і став капітаном HMS Solebay у віці 23 років у 1755 році, дослужившись до заступника командира флоту Ла-Маншу в 1779 році. У 1781 році він був призначений контр-адміралом Червоного флоту і отримав командування Північноамериканською станцією.
Після капітуляції Нью-Йорка в 1783 році Діґбі допоміг організувати евакуацію близько 1500 лоялістів Об'єднаної імперії до невеликого порту Конвей у Новій Шотландії. Поселення, яке він очолив, переросло з крихітного села у місто, яке в 1787 році було перейменовано на Діґбі. На його честь міський музей також був названий Музеєм адмірала Діґбі.
Його відкликали до метрополії в 1787 році, він отримав звання адмірала Блакитного флоту і пішов у відставку з флоту в 1794 році.

## Сім'я
Його батько помер, не успадкувавши сімейного титулу, барона Діґбі (у перстві Ірландії), і після смерті 5-го барона Діґбі в 1752 році титул перейшов до найстаршого брата адмірала Едварда. Коли Едвард помер у 1757 році, титул успадкував їхній брат Генрі, і Роберта було обрано наступником Едварда на посаді депутата від Веллса в Сомерсеті, ким він був з 1757 до 1761 року. (Оскільки родинний титул належав до перства Ірландії, він не надавав місця в Палаті лордів і не дискваліфікував власника з виборів до Британської палати громад).
Він одружився з Елеонор Дженсі (уродженою Елліот), дочкою Ендрю Елліота, лейтенанта-губернатора Нью-Йорка. Дітей у них не було.

## Зовнішні посилання
- Список морських битв – Роберт Діґбі
- Музей адмірала Діґбі у Діґбі, Нова Шотландія